# 三重県道613号福島城南線
三重県道613号福島城南線（みえけんどう613ごう ふくじまじょうなんせん）は、三重県桑名市を通る一般県道である。

## 概要
桑名市大字福島から桑名市大字江場に至る。

### 路線データ
- 起点：三重県桑名市大字福島（字甚内512番地先[1][2]：伊勢大橋西詰交差点、国道1号交点）
- 終点：三重県桑名市大字江場（字中野626-2番地先[1][2]：桑名警察署前交差点、国道258号交点）
- 総延長：3,924.80 m

## 歴史
- 1959年（昭和34年）
  - 1月25日 - 「一般県道613号福島八坂線」として認定[3]

起点：三重県桑名市福島町
終点：三重県桑名市八坂町
  - 11月1日 - 道路区域の決定、道路の供用開始[4]

三重県桑名市大字桑名字船馬345番地先から三重県桑名市大字桑名字矢田原2742番地先まで（延長2,027.00 m）
備考：住吉橋右岸詰 から 一級国道1号線接合点（終点） まで
- 1975年（昭和50年）4月1日
  - 「一般県道613号福島八坂線」を廃止[5]
  - 「一般県道613号福島江場線」として認定[5]

起点：三重県桑名市福島町
終点：三重県桑名市江場町
  - 10月31日 - 道路区域の決定、道路の供用開始[6]

三重県桑名市大字福島字甚内512番地先から三重県桑名市大字江場字中野626-2番地先まで（延長3,924.80 m）
- 2002年（平成14年）3月29日 - 県道の路線認定の一部改正[7]（住所表記変更）

起点：三重県桑名市大字福島
終点：三重県桑名市大字江場

## 地理

### 通過する自治体
- 三重県
  - 桑名市

### 交差する道路
| 交差する道路              | 交差する場所 | 交差する場所              |
| ------------------------- | ------------ | ------------------------- |
| 国道1号                   | 大字福島     | 伊勢大橋西詰交差点 / 起点 |
| 三重県道504号桑名港線     | 外堀         | 桑名港交差点              |
| 三重県道401号桑名四日市線 | 萱町         | 萱町交差点                |
| 国道258号                 |              | 桑名警察署前交差点 / 終点 |

### 沿線
- 揖斐川
- JR東海関西本線・近鉄名古屋線・養老鉄道養老線 桑名駅
- 三岐鉄道北勢線 西桑名駅
- 近鉄名古屋線 益生駅
- E1A 伊勢湾岸自動車道 14 湾岸桑名IC
- ヨハナ総合病院
- 桑名郵便局
- 桑名市民プール
- 桑名市体育館
- 桑名市立中央図書館
- 桑名市立日進小学校
- 桑名市立城南小学校
- 真宗大谷派 桑名別院 本統寺（桑名のご坊さん）
- 桑名警察署